# Колымское (Магаданская область)
Колы́мское — село в Среднеканском городском округе Магаданской области России.

## География
Находится на р. Колыма, в 4 км от районного центра — посёлка городского типа Сеймчан, в 554 км от областного центра — Магадана.
Протяжённость границ села Колымское: с севера на юг — 1209 метров, с запада на восток — 1720 метров.

## Уличная сеть
1. ул. Молодёжная
2. ул. Набережная
3. ул. Пионерская
4. ул. Рабочая
5. ул. Снежная
6. ул. Совхозная
7. ул. Якутская

## История
В зиму 2004—2005 годов система централизованного отопления села разморозилась. Село решили не восстанавливать. Законом Магаданской области от 22 апреля 2005 г. № 591-ОЗ «О перечне населённых пунктов Магаданской области, подлежащих переселению, и распределении объёмов финансирования затрат на переселение в 2005 году» Колымское признано неперспективным населённым пунктом. Началось финансирование расселения жителей. В следующую зиму в селе зимовало ещё 250 человек. В 2010 году насчитали 27 жителей (по переписи), в 2014 году — 0. Официально расселено и закрыто.

## Население
| 2002 | 2010 | 2012 | 2013 | 2014 | 2018 | 2020 |
| ---- | ---- | ---- | ---- | ---- | ---- | ---- |
| 527  | ↘27  | ↘0   | →0   | →0   | ↗10  | ↘6   |
| 2021 |      |      |      |      |      |      |
| ↘4   |      |      |      |      |      |      |